# Malofedorivka, Kazanka
Malofedorivka (în ucraineană Малофедорівка) este un sat în comuna Kașîrivka din raionul Kazanka, regiunea Mîkolaiiv, Ucraina.

## Demografie
Componența lingvistică a localității Malofedorivka
     Ucraineană (100%)
Conform recensământului din 2001, toată populația localității Malofedorivka era vorbitoare de ucraineană (100%).